# Carles Planas
Carles Planas Antolínez, né le 4 mars 1991 à Sant Celoni, est un footballeur espagnol. Il occupe actuellement le poste de défenseur.

## Biographie

### Son parcours à Barcelone
Formé à la Masia, le centre de formation du FC Barcelone, Carles Planas fait ses classes dans toutes les catégories de jeunes du club et de la sélection espagnole avant d'intégrer l'équipe réserve du Barça en 2009.
Petit à petit, et malgré les blessures, il gagne sa place au poste d'arrière gauche, ce qui lui vaut d'être convoqué chez les espoirs en 2011. En septembre, il joue deux matches comptant pour les éliminatoires de l'Euro espoirs 2013.
Le 28 novembre 2012, Carles Planas débute en match officiel avec l'équipe première du FC Barcelone lors du match retour de 16es de finale de Coupe du Roi contre Alavés (victoire 3 à 1). Il devient ainsi le premier jeune issu de la Masia à débuter sous les ordres de Tito Vilanova.
Carles Planas débute en Ligue des champions le 5 décembre 2012 face à Benfica au Camp Nou.
Planas quitte le FC Barcelone B en juin 2014 pour rejoindre le Celta de Vigo.

## Palmarès
- Vainqueur du championnat d'Europe des moins de 17 ans : 2008
- Finaliste du championnat d'Europe des moins de 19 ans : 2010